# 高榕禛
高榕禛（：／ Koh Yong-jin；1964年8月6日—），大韓民國自由派政治人物，第20至21屆國會議員。韓國首爾特別市城北區出身。

## 生涯
2016年國會議員選舉，投入首爾蘆原甲選區競選，成功當選。2020年國會議員選舉，於同選區再次競選，成功連任。